# کونور گرانت (بازیکن فوتبال، زاده۱۹۹۵)
کونور گرانت (انگلیسی: Conor Grant؛ زادهٔ ۱۸ آوریل ۱۹۹۵) بازیکن فوتبال اهل بریتانیا است.
از باشگاه‌هایی که در آن بازی کرده‌است می‌توان به باشگاه فوتبال دونکستر راورز، باشگاه فوتبال اورتون، و باشگاه فوتبال مادرول اشاره کرد.
وی همچنین در تیم ملی فوتبال زیر ۱۸ سال انگلستان بازی کرده‌است.